# 노르딕 국가

노르딕 국가

노르딕 국가는 북유럽의 다섯 나라를 말한다. 이들 나라는 북유럽 이사회의 회원국이다.
- 노르웨이
- 덴마크
- 스웨덴
- 아이슬란드
- 핀란드

다음 자치 구역은 노르딕 이사회의 준회원이다.
- 그린란드 (덴마크)
- 올란드 제도 (핀란드)
- 페로 제도 (덴마크)

## 국기

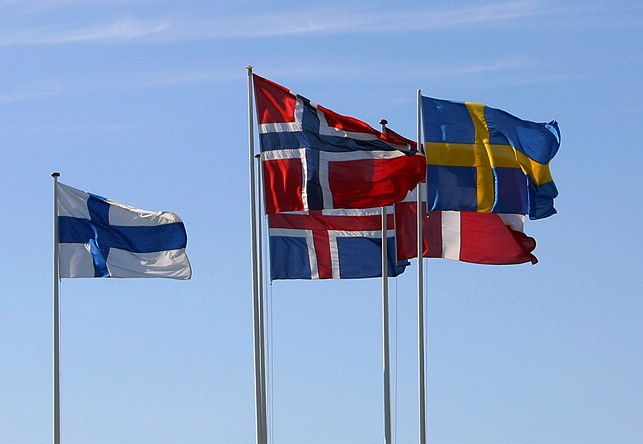
노르딕 국가의 국기

노르딕 국가의 국기는 덴마크의 국기인 "다너브로그"(Dannebrog)의 디자인에 바탕을 두고 있다. 중앙에서 왼쪽으로 치우친 스칸디나비아 십자 무늬가 특징이다. 올란드 제도와 페로 제도의 국기 역시 스칸디나비아 십자 무늬를 쓰고 있다. 노르딕 이사회의 준회원 중 하나인 그린란드만이 유일하게 스칸디나비아 십자 무늬를 쓰지 않고 있다.

## 같이 보기
- 얀테의 법칙